# Эмпирические исследования
Эмпирические исследования – наблюдение и исследование конкретных явлений, эксперимент, а также обобщение, классификация и описание результатов исследования эксперимента, внедрение их в практическую деятельность человека.
Эмпирические исследования используются для ответа на эмпирические вопросы, которые должны быть точно определены в соответствии с данными. Как правило исследователь имеет определённые теории по теме проводящегося исследования. На основании этой теории предлагаются определённые предположения либо гипотезы. Из этих гипотез делается прогнозирование конкретных событий. Эти прогнозы могут быть проверены соответствующими экспериментами. В зависимости от результатов эксперимента, теории, на которых гипотезы и прогнозы были основаны, будут подтверждаться либо опровергаться.

## Научные исследования
Точный анализ данных с использованием стандартных статистических методов в научных исследованиях имеет решающее значение для определения обоснованности эмпирических исследований. Статистические формулы, такие как регрессия, коэффициент неопределённости, t-критерий Стьюдента, хи-квадрат, и разные виды дисперсионного анализа имеют основное значение для формирования логичных, обоснованных выводов. Если эмпирические данные достигают значимости в соответствующих статистических формулах, гипотеза подтверждается. Если же нет подтверждается нулевая гипотеза (или, вернее опровергается альтернативная гипотеза).
В идеале эмпирические исследования дают эмпирические данные, которые потом могут быть проанализированы на статистическую значимость.

## Эмпирический цикл

Эмпирический цикл

- Наблюдение (англ. Observation): сбор и группирование эмпирических фактов, формирование гипотезы.
- Индукция (англ. Induction): разработка гипотез.
- Дедукция (англ. Deduction): выведение последовательности гипотез, которые проверяются прогнозированием.
- Проверка (англ. Testing): проверка гипотезы с нового эмпирического материала.
- Оценка (англ. Evaluation): оценка результатов проверки.